# Storhertugdømme
Et storhertugdømme er et land, hvor monarken har titel af storhertug eller storhertuginde. Titlen storhertug rangerer under konge, men over en almindelig regerende hertug eller fyrste. En storhertug eller storhertuginde tituleres kongelig højhed.

## Første brug af begrebet
Begrebet storhertugdømme opstod sandsynligvis i vest-Europa som en betegnelse for en mægtig hertugs land, da flere hertuger efterhånden kun regerede over småstater, i modsætning til deres oprindelige områder. En af de første eksempler på den uofficelle brug af begrebet var for hertugen af Burgund, der regerede over det østlige Frankrig, og store dele af det nuværende Belgien, Holland og Luxembourg.
Cosimo 1. af Toscana af huset Medici var den første, som fik tildelt titlen storhertug af den romerske pave, Pius 5. i 1569, og hans land blev kendt som storhertugdømmet Toscana. Sidenhen var det huset Habsburg-Lothringen, der regerede området.
Storhertugdømmet Toscana bestod indtil 1860, hvor det indgik i Kongeriget Italien ved Italiens samling.

## De tyske storhertugdømmer
Sidenhed blev begrebet ikke benyttet, men ideen blev genoptaget af Napoleon 1., der tildelte storhertugdømme titlen til de erobrede landområder han gav sine allierede.
Et eksempel på et storhertugdømme der blev oprettet af Napoleon var storhertugdømmet Berg, der eksisterede i årene 1806-1813. Staten blev regeret af forskellige medlemmer af Napoleons familie indtil det kom under preussisk administration efter Slaget ved Leipzig. Efter Wienerkongressen blev området en del af Preussen.
Under og efter Napoleonskrigene, især i forbindelse med Wienerkongressen blev flere af de tyske fyrstendømmer ophøjet til storhertugdømmer. Det drejede sig om storhertugdømmet Baden, Mecklenburg-Schwerin og Hessen-Darmstadt, storhertugdømmet Oldenborg, Mecklenburg-Strelitz og Sachsen-Weimar-Eisenach.
Begrebet storhertugdømme blev således i 1800-tallet og begyndelsen af 1900-tallet forbundet med de større tyske stater, der i niveau lå under de tyske kongeriger.
De forskellige storhertugdømmer varierede i størrelse og befolkningstal. Baden var det største med et areal på 15,082 km2 og en befolkning på 2.009.320 i 1905. Det mindste var Mecklenborg-Strelitz med et areal på 2,926 km2 og en befolkning på 103,451.
Officielt var storhertugdømmerne underlagt en højere enhed, i dette tilfælde først det Tyske Forbund, og efter Tysklands samling 1871, det tyske kejserrige.
De tyske storhertugdømmer bestod til 1918, hvor samtlige tyske fyrster abdicerede i kølvandet på nederlaget under 1.verdenskrig.
.

## Storhertugdømmet Luxembourg
Det eneste nuværende storhertugdømme i dag er Luxembourg. Det blev oprettet som storhertugdømme i 1815 og kom i personalunion med Holland. Sidenhen blev dets selvstændighed og suverænitet garanteret i forskellige traktater. Da den hollandske trone blev arvet af dronning Wilhelmina af Nederlandene i 1890 fik Luxembourg sin egen storhertug, da Luxembourg fulgte de Saliske lov. Den nye monark var Adolf 1. af Luxembourg og hans slægt har siden regeret storhertugdømmet.

## Storfyrstendømmer
Udover begrebet storhertugdømme findes der også begrebet storfyrstendømme.
I dansk sprog bliver der skelnet mellem titlerne storhertug og storfyrste, hvilket ikke er tilfældet på f.eks engelsk, der kun bruger udtrykket Grand Duke og således Grand Duchy om begge statsformer. På dansk bruges begrebet storfyrstendømmer især om de tidligere stater i Rusland, som f.eks Storfyrstendømmet Moskva, der var en forløber til det Russiske Kejserrige.
Dertil blev f.eks Finland betegnet som Storfyrstendømmet Finland da det var under russisk styre fra 1809-1917. Ligeledes var Litauen i flere århundrede kendt som storfyrstendømmet Litauen